# Luxemburgia corymbosa
Luxemburgia corymbosa är en tvåhjärtbladig växtart som beskrevs av A. St.-hil.. Luxemburgia corymbosa ingår i släktet Luxemburgia och familjen Ochnaceae. Inga underarter finns listade i Catalogue of Life.